# Minister Policji (Księstwo Warszawskie)
Minister Policji w Księstwie Warszawskim był jednoosobową naczelną władzą państwową, do której należało „zapobieganie wypadkom szkodliwym i bezprawiom, tudzież czuwanie nad bezpieczeństwem i porządkiem publicznym”, w szczególności zabezpieczenie wolności, własności, spokoju i „wygody” ludności, ochrona urządzeń i własności publicznej, więziennictwo, cenzura prasy, śledzenie osób podejrzanych, włóczęgów, żebraków i kierowanie ich do robót publicznych, ochrona przeciwpożarowa, zapobieganie epidemiom, nadzór nad higieną w miastach i stanem dróg publicznych, zapobieganie wszelkiego rodzaju fałszerstwom. Zakres uprawnień ministra zazębiał się z ministrem spraw wewnętrznych (mimo przejęcia od niego w 1810 r. kompetencji w szeregu zagadnień) i sądownictwem karnym. Minister policji był członkiem Rady Ministrów.
| 5 października 1807 – 24 listopada 1811 | Aleksander Potocki |
| 25 listopada 1811 – maj 1813            | Ignacy Sobolewski  |

Minister opisane wyżej zadania wykonywał z pomocą swego urzędu, Ministerium Policji, o niezbyt rozbudowanej strukturze (wyodrębnione było tylko biuro paszportowe). Większość personelu ministerstwa stanowili funkcjonariusze „policji sekretnej”. Ministerstwu bezpośrednio podporządkowany był Prezydent Policji Warszawy.
Akta zostały odziedziczone przez Komisję Rządową Spraw Wewnętrznych Królestwa Polskiego i podzieliły dzieje jej dokumentacji aktowej. Do dzisiaj w częściowo ocalałych aktach tej ostatniej zachowały się trzy jednostki archiwalne Ministerium Policji.